# Litre funéraire

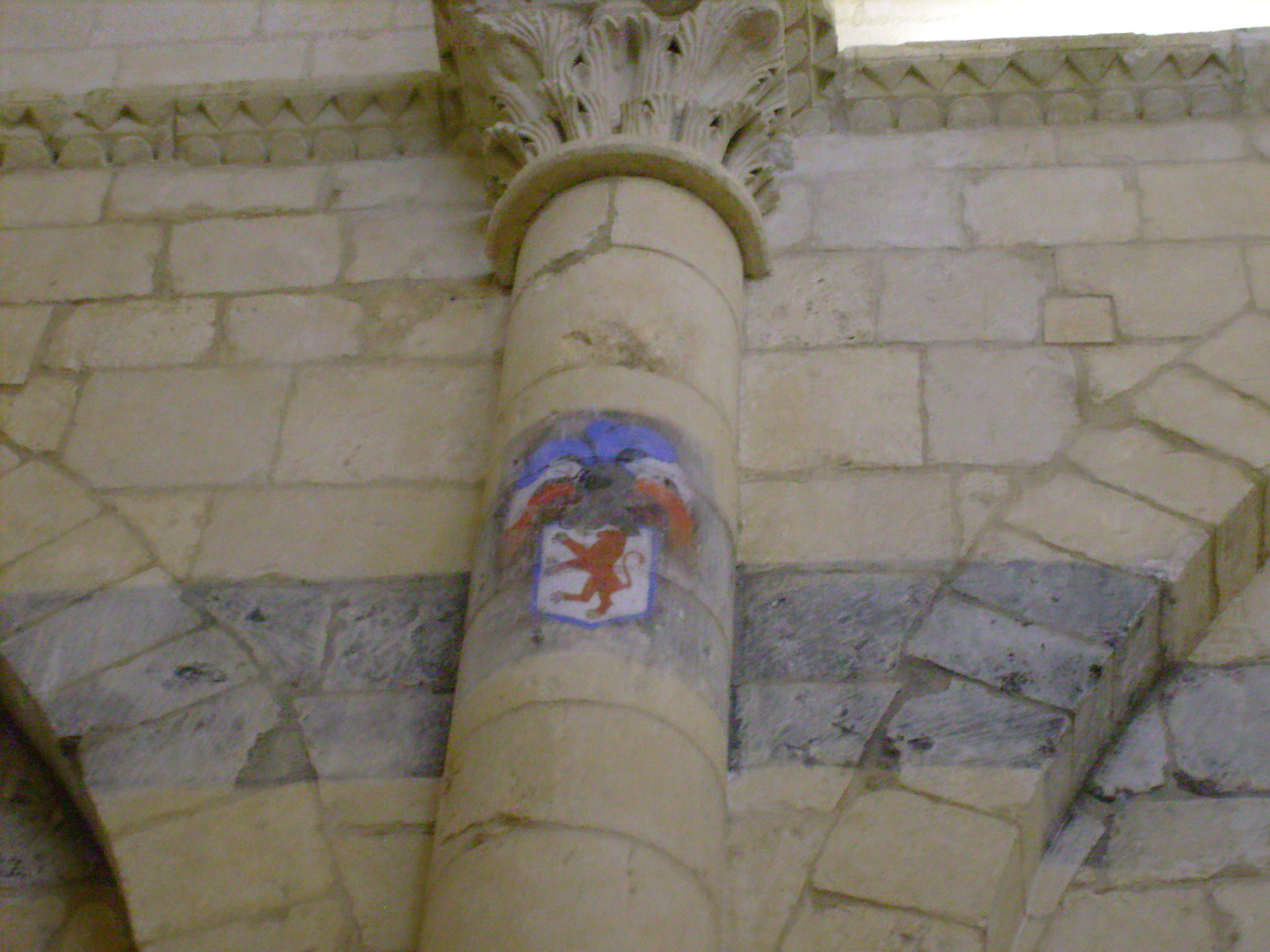
litre funéraire in der Kirche von Rioux

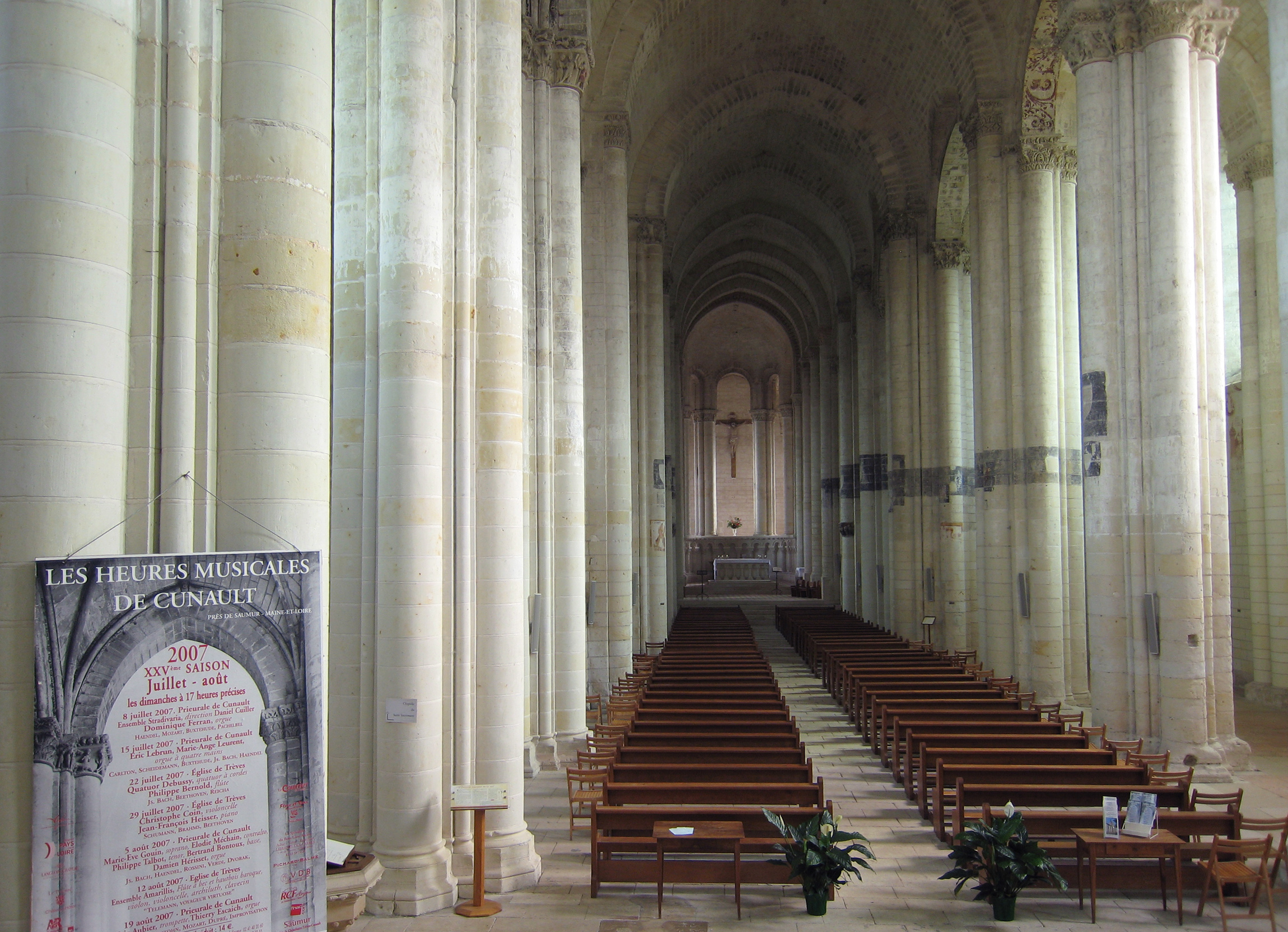
Notre-Dame de Cunault

Eine litre funéraire (deutsch etwa „Trauerband“, von lateinisch litura funeris, etwa „beim Begräbnis korrigierte Stelle“, auch litre seigneuriale) ist ein gemaltes schwarzes Band, auf dem Wappen oder andere Dekormotive zum Gedenken an hochgestellte verstorbene Personen gezeichnet wurden. Man findet sie in Kirchen oder Begräbniskapellen des Mittelalters und des Ancien Régimes in Frankreich.

## Gestaltung
Die litre funéraire ist in der Regel ein waagerechtes, auf den Putz der Wände und Pfeiler gemaltes schwarzes Band, gut einen halben Meter breit und in zweieinhalb bis vier Metern Höhe über dem Fußboden. Sie zog sich meist um die Oberflächen aller inneren Bauteile oder um die Außenmauern herum, was darauf hinweist, dass es sich ursprünglich um ein gewebtes Stoffband handelte. Im Falle des Todes einer Persönlichkeit, die das Kirchenpatronatsrecht hatte, wurden zu deren Gedenken auf das schwarze Band ihre Insignien, besonders Rangkrone und Familienwappen, angebracht.

## Geschichte

### Historischer Hintergrund

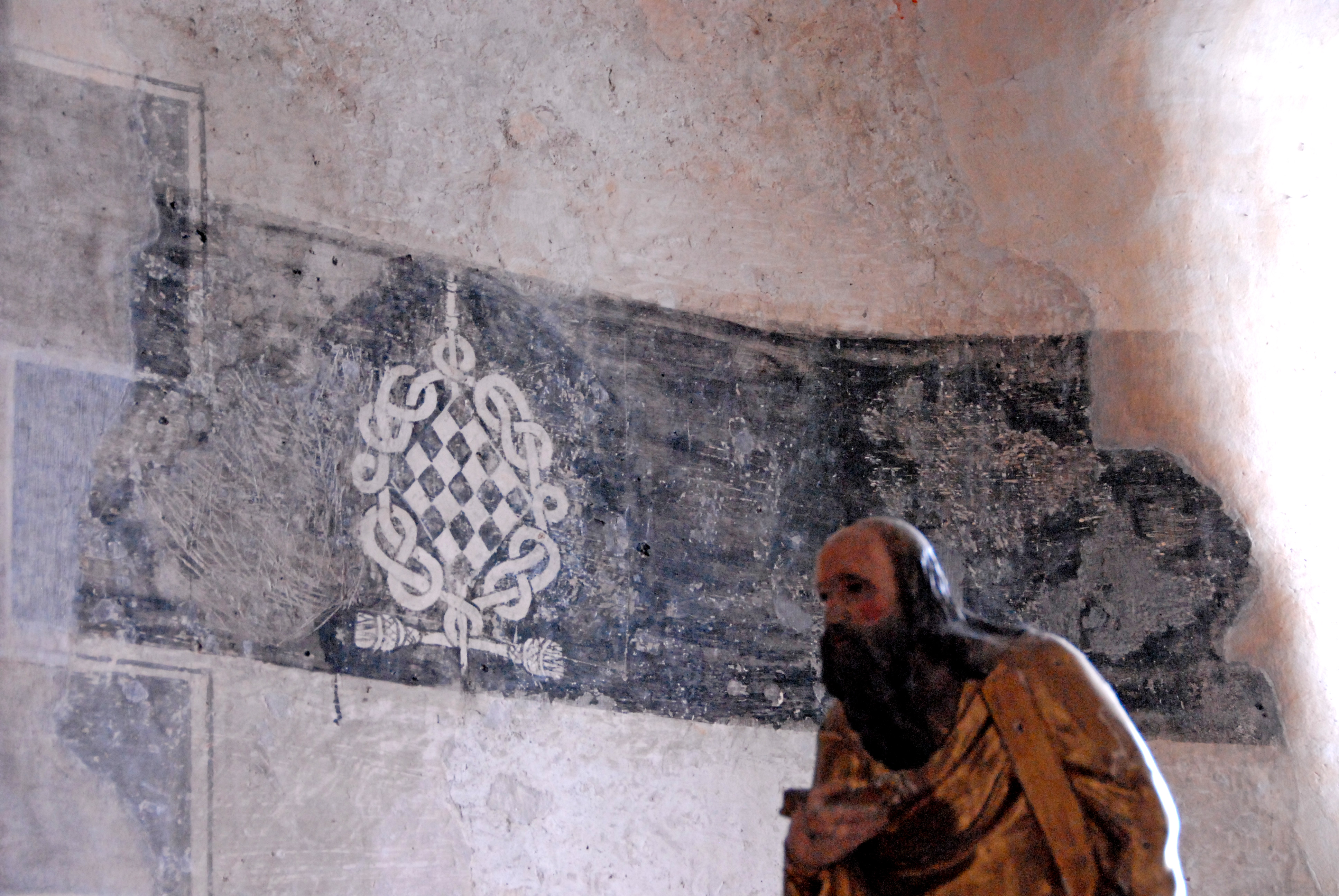
Abteikirche von Lavaudieu

In der Merowingerzeit (5.–8. Jahrhundert) wurde das Fränkische Reich christianisiert. Adlige Franken errichteten auf ihren Ländereien Gotteshäuser, um dort mit ihrer Familie und ihrem Gefolge zu beten. Sie waren die Besitzer der Kirchen oder Kapellen und dieser Besitz war vererbbar. Die Besitzer konnten die Kirchen verkaufen oder verschenken. Das nannte man Dominium laicus (etwa „weltliches Herrschaftsvermögen“).
Der Kirchenreformer Gregor VII. (1020–1085) leitete den Investiturstreit (1076–1122) ein, einen politischen Konflikt zwischen geistlicher und weltlicher Macht um die Amtseinsetzung von Geistlichen. Durch das Wormser Konkordat (1122), aber mehr noch  durch das Vierte Laterankonzil (1215) wurde ein neues Kirchenpatronatsrecht in Frankreich etabliert, das das alte Dominium laicus ersetzte. Laien durften eine Kirche nicht mehr besitzen, sie konnten jedoch Schirmherr einer Kirche werden. Als Schirmherr besaßen sie zum Beispiel das Recht einen neuen Pfarrer vorzuschlagen (jus praesentendi) wenn die Stelle vakant war. Zu ihren Rechten gehörte auch das Gedenkbild auf der litre funéraire.

### Mittelalter
Erste litres funéraires sind vom Ende des 11. Jahrhunderts bekannt, besonders aus der Zeit des Ersten Kreuzzugs (1096–1099). Damals wurden sie meist auf den Außenmauern des Gotteshauses angebracht und hatten noch keinen dauerhaften Charakter. Die Wappen der Verstorbenen wurden anlässlich des Seelenamts (obituaire), das ein Jahr nach ihrem Begräbnis zelebriert wurde, schwarz übermalt.

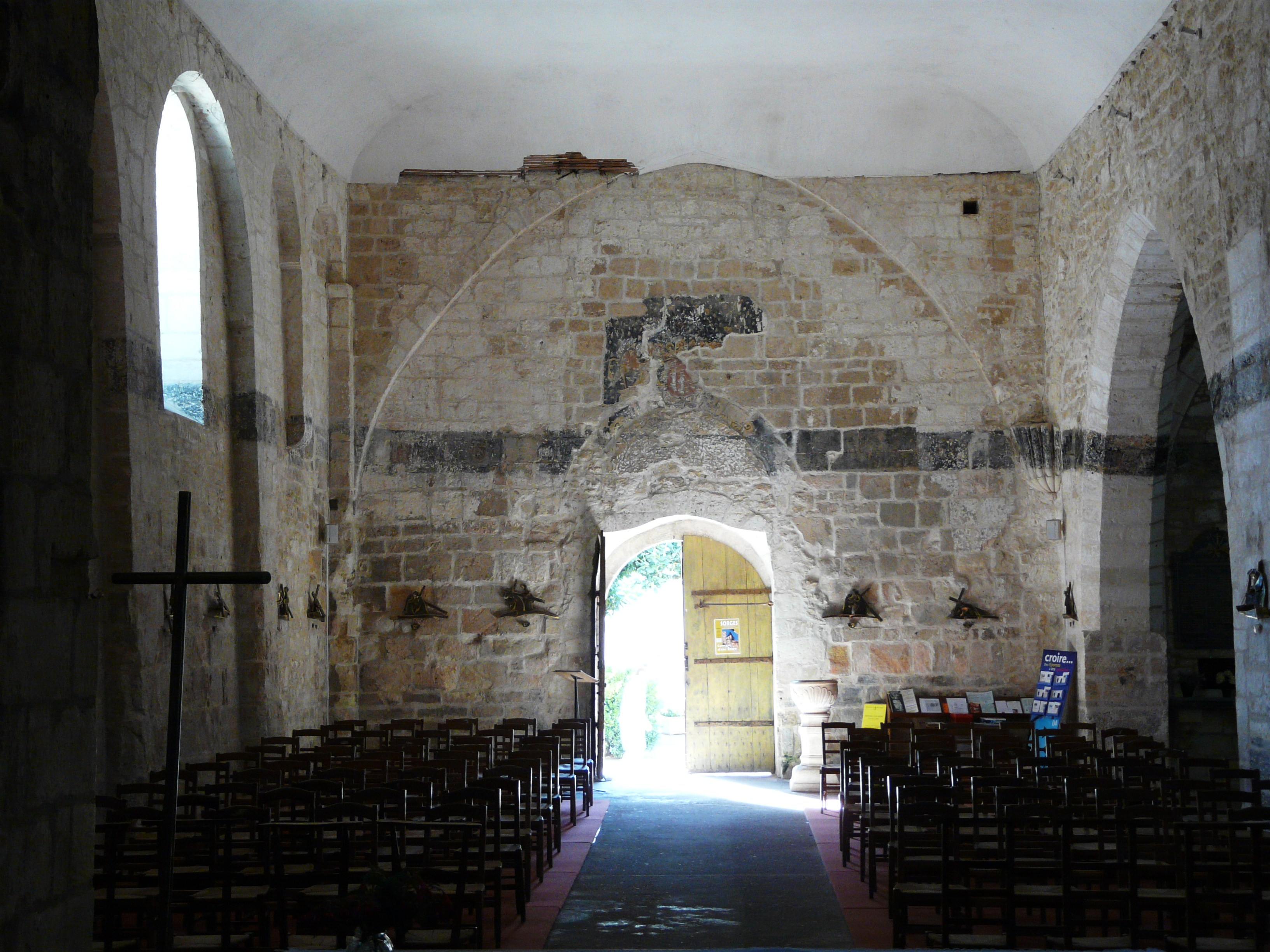
Saint-Germain d'Auxerre, Sorges

### Frühe Neuzeit
Gegen Ende des 14. Jahrhunderts waren die teilweise seit Jahrhunderten bestehenden Schirmherrschaften über die Kirchen erblich geworden, die litres funéraires befanden sich meist im Inneren der Kirche und die Wappenzeichnungen wurden nicht mehr gelöscht. Personen, die eine unbedeutende Kirche oder Kapelle gestiftet hatten, die zu einer größeren Pfarrei gehörte, bekamen dadurch auch das Recht auf die litre funéraire in der Hauptkirche der Pfarrei. In einigen Kirchen hatte der Schirmherr das Band sogar auf Kreuzen anbringen lassen. Zu Beginn des 17. Jahrhunderts musste das Kirchenschirmrecht neu geregelt werden; im Jahr 1615 wurde deshalb ein Gesetz entworfen, welches alles bis ins Detail regelte. Das Gesetz wurde begeistert angenommen und die Zahl der Wappenzeichnungen ging deutlich zurück. Das Ansehen der litres funéraires war jedoch schon durch verschiedentliche Missbräuche gesunken.

### Französische Revolution
Am 13. April 1791 beschloss die Nationalversammlung die komplette Entfernung der litres funéraires durch die Schirmherren an und in öffentlichen Kirchen und Kapellen. Der Beschluss traf auf keinen großen Widerstand, weil zu jener Zeit der Brauch kaum noch ausgeübt wurde. Litres funéraires, die nicht aufgrund des Beschlusses übermalt wurden, verschwanden später infolge von Verwitterung oder Renovierungsarbeiten. Heute sind nur noch wenige von ihnen erhalten.